# Deltaspis disparilis
Deltaspis disparilis là một loài bọ cánh cứng trong họ Cerambycidae.